# ブライアン・ラムレイのクトゥルフ神話
イギリスのホラー小説家ブライアン・ラムレイのクトゥルフ神話について解説する。

## 概要
ラムレイは趣味で小説を書き始め、1968年にアーカムハウスからデビューしている。1980年まではイギリス軍に就役しており、作風に冷戦時代の戦争観がある。
1980年代には国書刊行会の『真ク・リトル・リトル神話大系』にて短編が幾つか翻訳され、また初期短編集『黒の召喚者』がまるごと朝松健によって翻訳されている。2001年には『タイタス・クロウの事件簿』が邦訳され紹介率が上がった。未訳の作品が多数ある。
短編と長編で特徴が異なる。ホラーとオカルトアクションがともに見られ、後者は長編で顕著に現れる。それまでクトゥルフ神話でHPLのドリームランドはスルーされていたが、ラムレイは神話に取り込んでいる。クトゥルフは長編にて邪神の王に位置付けられた。
2010年代に日本の森瀬繚がラムレイにインタビューし、幾つかの設定について作者自身による解説がなされた。

### 創造物
ラムジー・キャンベルとブライアン・ラムレイは、クトゥルフ神話の第二世代を代表する作家に位置付けられており、多くの創造物がいわゆる現代的なクトゥルフ神話、特にクトゥルフ神話TRPGに導入されている。
特に影響が大きいのが、シュド＝メルとクトーニアンという怪物であり、別ジャンルの「イリシッド」というクリーチャーの元ネタとなっている。TRPGにも採用され、日本でも1990年前後の作品である邪神伝説シリーズに登場を果たしている。
またクタニドとクティーラを創造し、クトゥルフの関係者を拡張した。
タイタス・クロウは日本では『斬魔大聖デモンベイン』の主人公の名前に使われている。

## A:タイタス・クロウ
タイタス・クロウとアンリ＝ローラン・ド・マリニーの作品群。短編（事件簿11作）と長編（サーガ6部）がある。

## B:幻夢境
ドリームランドの作品群。長編3作、短編集1冊がある。長編1作が邦訳されている。

## 1:深海の罠、続・深海の罠
『深海の罠』（しんかいのわな、原題：英: The Cryprus Shell）は、ラムレイのデビュー作であり、1968年にアーカムハウスの『アーカム・コレクター』に掲載された。
続編に『続・深海の罠』（ぞく・しんかいのわな、原題：英: The Deep-Sea Conch）がある。
軍人である主人公がキプロス島に滞在していたという設定は作者自身の経歴からきており、那智史郎はラムレイの趣味の水中ダイビングも影響していると分析している。キプロスにいるときに入手したアーカムハウスの『漆黒の霊魂』に所収されたカール・ジャコビの怪奇小説『水槽』からインスパイアを受けて執筆された。またラムレイは本作執筆後に貝アレルギーになってしまったという。
文献「水神クタアト」が初登場した。単発では海洋生物ホラーであるが、水神クタアトがあるために、クトゥルフ神話と接続している。またジャコビの『水槽』はもともと神話として書かれたが、ダーレスが編纂に際してジャコビが神話に言及している部分を削除してしまったという経緯がある。

### 『深海の罠』あらすじ
1962年6月5日付、陸軍ウィンスロー少佐から、グリー退役大佐に宛てた手紙にて。グリーは先日、ウィンスローの晩餐に招かれたがいきなり退席してしまった非礼を詫び、理由を説明する。牡蠣を見て、嫌悪感を抱いたのだという。
| 「                                                          | すべて水に群がるもの、またすべての水の中にいる生き物のうち、すなわち、すべて海、また川にいて、ひれとうろこのないものは、あなたがたに忌むべきものである。これらはあなたがたに忌むべきものであるから、あなたがたはその肉を食べてはならない。またその死体は忌むべきものとしなければならない。 | 」 |
| — （聖書『レビ記』11章10-11節（日本聖書協会、口語訳）より） | |    |

2年前キプロス島に駐屯していたとき、部下にジョブリング伍長という男がいた。彼の趣味はスキューバダイブと貝殻収集であり、兵舎にはこれまで赴任してきた世界中の海で集めたコレクションが飾られていた。いつものようにジョブリングが海に潜ってみると、大変珍しい種類の貝を見つける。あえて収集を控え、場所を覚えて毎日観察を続けていると、どうやらその貝は、餌となる魚をおびき寄せるために催眠術のような手法を用いていることが見て取れてくる。やがてジョブリングは、自分が巻貝になるという奇妙な夢を見るようになり、さらに夢の中で自分に近づいてくるダイバーの顔がジョブリング自身に見えてくる。
あるときを機にジョブリングは体調がすぐれなくなり、ついに発作を起こして病院に送られる。続いて正気を失って病院を抜け出そうとし、連絡を受けたウィンスローが駆け付けたときには、「ロッカーにもぐりこんで身をのたくらせる」という奇行に走った末にショック死を遂げていた。
ジョブリングの残したノートを読んだウィンスローは、ノートに記されていた場所に潜ってみる。しかし、そこにあった貝殻は空っぽであった。近くには蟹が群れをなしており、海水にセピア色の液体が混ざって視界が遮られる。その色が、イカや貝類などの体液であると連想したウィンスローは、蟹たちが食っているものを理解し、恐怖に襲われる。さらに食われている怪物はまだ生きており、ウィンスローに視線を向けて近づこうとしてきたが、蟹たちが再びやって来てそいつに群がる。以後、ウィンスローは貝類を食べることができなくなってしまう。彼にとっては、伍長を食するに等しい嫌悪感を抱くことなのである。

### 『続・深海の罠』あらすじ
1962年6月16日付、グリーからウィンスローへの返信にて。
チャドウィックは、学術航海の船に、単なるいち船員として同乗していた。船は海難に遭い、航海は失敗に終わるも、チャドウィックは個人的に珍種の貝を見つけ、持ち帰って友人の貝類学者ビールに贈呈する。それは深海の巻貝であり、持ち帰るまで一ヶ月水なしの瓶詰という状態にあった。
ビールは貝殻から中身を取り除くために弱酸性の液にひたす。すると貝がまだ生きていたことが判明し、生命力の強さに驚く。調べたところ、6000万年前の絶滅種によく似ている。だがこの貝は、チャドウィックが隠して持ち帰ったものであるため、公開するわけにもいかない。困り果てた2人は、生体を殺して貝殻だけを保存しようと結論付ける。だが貝は蓋を閉じて中に籠り、強力な酸に浸しても、刃物を突き立てても死なない。深海の水圧に耐えていた殻を叩き割ることもできない。あまりの強靭さを、2人は不気味に思い始める。
熱で攻めることにした結果、ビールのアパートが火事になる。焼けた貝に驚いたチャドウィックはショック死し、驚いたビールは人工呼吸を施そうとするも、喉の奥で動く「緑色に光る蓋」を見て、ビールは逃げ出す。たまたまビールに出会ったグリーが、ウィンスローの手紙を見せたところ、ビールは己が体験した恐怖を証言する。

### 1登場人物
- ハリー・ウィンスロー - 少佐（または大佐）[注 1]。ヨークシャー在住。かつては海産物が大好物であったが、ある体験を経て貝類に嫌悪感を抱くようになる。
- ジョージ・L・グリー - 退役大佐。ダラム在住。
- アリス - ウィンスローの同行者。おそらく妻。1960年以降にウィンスローと出会った。
- ジョブリング伍長 - ウィンスローの部下。勤勉な下士官で貝コレクター。
- ジョン・ビール - 貝類学者。グリーの友人。ハーデン（英語版）在住。
- チャドウィック - 水兵。ビールの友人。
- 『深海の罠』の貝 - 長さ6インチ（15センチ）ほど。螺旋状の珍種。
- 『続・深海の罠』の貝 - 殻径10インチ（25センチ）、殻高は4インチ（10センチ）。大きな鐘状の口がある。食性は肉食。化石古代種によく似ている。

### 1登場する文献
ウィンスローが紹介している。
- 聖書「レビ記」 - 11章10-11節が紹介される。
- 「深海の住人たち」 - ガストン・ル・フェの著作。
- 「水棲動物」 - ガントレイの著作。
- 「深海祭祀書」 - ドイツのガルベルク伯爵の著作。ジャコビの『水槽』に登場する書物を、ラムレイは自作に持ち込んだ。
- 「水神クタアト」 - 名前のみ。以降ラムレイ作品に頻出し、断片的に紹介される。

### 1収録
深海の罠
- 国書刊行会『黒の召喚者』朝松健訳
- 真ク5&新4、山本明訳

続・深海の罠
- 真ク9&新ク4、那智史郎訳

### 1関連作品
- 水槽 - カール・ジャコビの短編作品。インスパイア元。

## 2:狂気の地底回廊
『狂気の地底回廊』（きょうきのちていかいろう、原題：英: In the Vaults Beneath）。1971年発表。
アーカムハウスのオーガスト・ダーレスから短編集刊行を持ち掛けられ執筆された作品の一つ。1971年に処女短編集『黒の召喚者』に収録された。
当短編集収録作の中では最も大がかりなものであり、当時の執筆作でもボリューム最長。作者ラムレイは1968年の中ごろに余暇を割いて3ヶ月かけて書き上げたと回想している。ラムレイは当時（冷戦時代）、英国陸軍警察の軍曹勤務で西ドイツのベルリンに駐屯していた。
HPLの『狂気の山脈にて』の後日談にあたり、複数のラムレイ作品とも関連する。グ＝ハーン断章に関連する出来事の時系列・年代には混乱がみられる。
古地図の調査が重要な要素を占めており、大陸移動説に着眼がなされている。大陸移動説は、HPL時代にはすでにあったのだが世間的には受け入れられておらず、1960年代にプレートテクトニクス理論が発展したことで定着していた。

### 2あらすじ
前日譚
1931年（狂気の山脈にて）、アメリカのミスカトニック大学が、南極に探検隊を派遣し、人員の半数が未帰還となる。地底で発見した物については厳重に口止めがされ、また生還したダイヤー教授は南極に行くなと警告を発する。また世界中の地震学者も、南極が危険であると分析結果を出す。しかしそれらのあらゆる警告を無視し、第二次探検隊が南極に行く。その結果、第一次探検隊が発見した物が「そのときはあったが、なくなった」証拠が出てきた。地震で地形が変わったことで消滅したのであると結論された。また1935年には、ミスカトニック大学はオーストラリアの砂漠に探検隊を派遣する（時間からの影）。
イギリスでは、1934年に探検家ウィンドロップが、北アフリカから古代文字が刻まれた粘土板「グ＝ハーン断章」を持ち帰る。後に「断章」に着目した考古学者エイマリー卿は、探検隊を率いて北アフリカに向かうも、隊は全滅し、半狂乱となり帰還した卿も不可解な失踪を遂げる（セメントに覆われたもの）。
1963年、博物館館長ゴードン・ウォームズリー教授のもとを、作家フィリップ・ホートリーが訪れ、「兄が書いた」という奇怪な日記を解読して欲しいと依頼してくる（盗まれた眼）。その日記は古代文字で記されており、しかも「明らかに現代人の手で、しかもその言語を知悉しているように」書かれているという、奇妙な物であった。
断章の研究
「私」サイモン・ゲストとアーサー・ジェフリーズは、ゴードン・ウォームズリー教授のグ＝ハーン断章についての講演を聞いて感銘を受け、教授と直接話をして意気投合する。こうして、ゴードン、サイモン、アーサーは3人で合同研究を始めることになる。
私とアーサーの2人が既存の学問研究のまとめを担当する傍らで、ゴードンは中核の部分、つまり古代文字の解読を担う。解読を進めたところ、「断章」が200万年前の物であることと、記述者たちが信じられないほど正確な天文学の知識を持っていたことがわかってくる。グ＝ハーン断章は、宇宙地図であったのである。また「断章」にはブリテン島の某所が「前哨地」と呼ばれて記されていた。3人は、その場所に実際に赴いて調査することを決める。
地底回廊
「前哨地」の現地調査を始めたところ、3人それぞれが持つ時計が全て狂うという、奇妙な現象が起こる。どうやら土地が異常な磁気を帯びているようである。探って、掘って、前哨地の入口を発見すると、その先には地底回廊が広がっていた。日光の届かない地底にもかかわらず前方が視認できることから、回廊に人工照明が用いられていることに気づく。ゴードンは「ショゴスの組織」と言う。断章を記し、前哨地に地底回廊を築いた「人類」旧支配者が、バイオテクノロジーを用いて、原形質から燐光を発する生物を造ったのだという。壁や天井には、彼ら旧支配者の姿を象った絵が低浮き彫りにされていた。回廊にはまた、回転扉のような仕掛けまで備わっており、奇怪な音が響いてくる。
やがて3人が行き着いた部屋は、古代種族の書物庫であった。蝶番で綴じた金属製の書物は、グ＝ハーン断章と同じ文字で書かれており、それらが無数に陳列されている。また壁画には、現生人類に知られざる宇宙年代記が描かれていた。太古の地球では、複数の種族が覇権争いをしていたのである。旧支配者の海底の砦が、蛸のような生物の軍勢に攻囲されている絵を見て、ゴードンは「ク・リトル・リトルだ」と呼ぶ。ゴードンは、奇怪な日記を書いたジュリアン・ホートリーの知識の源泉が、ここのような場所か、これらの書物ではないかと仮説するも、それでも納得しきれない。
やがて怪音の正体が「ショゴスの細胞が繁殖と腐敗をくり返す音」という事実に思い至る。はるかな昔に旧支配者によって地底に封じ込まれたショゴスの細胞は、まだ死に絶えておらず生きている。危うくそいつを外に出すところだったことに気づいて、肝を冷やす。
前哨地の消失
発見物をいくつか持ち帰ったゴードンは、館長職を代理の者に任せ、研究に注力する。一方で、博物館の周囲100ヤードで、現代式の電気仕掛けの時計を除いた「あらゆる時計」が、止まったまま動かなくなるという現象が起こる。どうやら原因は、3人が前哨地から持ち帰った特殊な金属によるものであるらしい。ゴードンは布状の金属が備えている優れた様々な性質に強い興味を示す。
ゴードンは仮説を立てる。曰く、ミスカトニック大学が発見した古代都市が消失したのは、自然現象ではなく人為的な転移であるという。つまり南極地震は陥没のせいではなく、旧支配者が都市を「大西洋の底に移動させた」ために起こったのだという。ホモサピエンスに発見されてしまったことを、旧支配者は恐れたのである。つまりこのままだと「前哨地」も移動させらてしまうことを意味する。3人の大発見の場所が消えてしまい、持ち帰った品物は捏造品だと思われ、考古学上の名声はなくなるだろう。3人は、もう一度「前哨地」に行って、持ち帰れる限りの物品を持ち帰ってくることと、証拠に動画を撮影してくることを決める。
事が起こったとき、私は自室にアーサーを宿泊させ、2人で出発の準備をしていた。私が戦利品の小像に触れていると、前触れもなく、小像が目の前で「触れていた私の指先もろとも、消失した」。血が迸り、私にはわけがわからなかったが、混乱した頭で応急手当をする。
一方でゴードンは、あの金属の布でスーツを作らせていた。旧支配者のテクノロジーが前哨地と関連物全てを空間移動させたときも、ゴードンはそれを着ていたのである。私とアーサーがゴードンの研究室で見た物は、頭部と両手と両足をなめらかに切断されたゴードンの遺骸と、血だまりであった。
その日イギリスの某地方を襲った地震は、旧支配者が前哨地を転移させた余波で起こったものである。ゴードンは死に、私は指を失い、アーサーは心的外傷を負った。

### 2登場人物
主人公
- ゴードン・ウォームズリー教授 - ウォービィ博物館の館長。
- サイモン・ゲスト - 語り手（私）。考古学をかじっており、フィ―リーの「ネクロノミコン新釈」や「水神クタアト」などの書物を読んだことがある。
- アーサー・ジェフリーズ - 私の友人で、同様に考古学の心得がある。

アメリカ・ミスカトニック大学の人物（HPL）
- ウィリアム・ダイヤー教授 - 『狂気の山脈にて』の主人公。ミスカトニック大学の学者。1930年の南極探検と1935年のオーストラリア探検に参加した。
- ダンフォース - 『狂気の山脈にて』の主要人物。当時院生だった。南極探検に参加し、精神に異常を来して帰還する。
- ウィンゲート・ピースリー教授 - 心理学者。『時間からの影』の主人公であるナサニエル・ピースリー教授の次男。1900年生まれ。
- スタークウェザー＝ムーア探検隊 - ミスカトニック大学の第二次南極探検隊。

イギリスの人物
- ウィンドロップ - 探検家。1934年に北アフリカで粘土板（グ＝ハーン断章）を手に入れ、イギリスに持ち帰る。解読を試みるも、学会や世間からは変人の道楽とみなされるのみであった。
- エイマリー・ウェンディ＝スミス卿 - 『セメントに覆われたもの』の主要人物。断章を研究して、北アフリカに行き、精神に異常を来して帰還した。後に失踪する。
- フィリップ・ホートリー - 『盗まれた眼』の主人公。ジュリアンという兄がいる[注 2]。兄の手記を解読して欲しいと、ウォームズリー教授に持ち込んだ。日記を返した直後に、兄を殺して自殺した。

### 3用語
地理
- グ＝ハーン断章 - 探検家ウィンドロップが北アフリカから持ち帰った粘土板。点の集合からなる奇妙な象形文字が刻まれている。解読したところ、精密な地図・星図であることが判明した。名称は、古代都市グ＝ハーンの記述がみられることに由来する。ユゴスという恒星もしくは惑星が特に注目されており、またヒヤデス星団とアルゴール星について漠然とした警告が発せられている。
- グ＝ハーン - アフリカの地底都市。断章には、記述ごとに異なる位置で記されている。これは大陸移動によってアフリカが移動したためであるらしく、途方もない期間にわたる地球の地質学的進化の歴史を物語っている。この都市の住人は、シャッド-メルという悪魔が率いる奇怪な生物種であるという。
- 「前哨地」 - 旧支配者の拠点の一つで、英国某所に存在する。地底回廊に物品や書物が納められ、ショゴスがいる。
- 「原子核の混沌」 - グ＝ハーン断章に記録されている古代兵器。ある生物が使用し、太陽系第5惑星サイオフを破壊した。サイオフの名残りである小惑星群が軌道を周っている。
- ル＝イブ - 失われた古代都市イブの姉妹都市。断章によると、英国ヨークシャー州の荒野に存在するらしい。『大いなる帰還』で言及あり。

生物
- 旧支配者（古のもの） - 「グ＝ハーン断章」を記した、古代の「人類」。ク・リトル・リトルやクトーニアンと敵対している。
- ショゴス - 旧支配者が産み出した人造生命体。原形質の細胞は変幻自在。
- ク・リトル・リトル - 旧支配者と地球の覇権を争った古代生物。

### 2収録
- 国書刊行会『黒の召喚者』朝松健訳

### 2関連作品
- 狂気の山脈にて
- セメントに覆われたもの、盗まれた眼、大いなる帰還
- クトゥルフ神話TRPG『クトゥルフ・バイ・ガスライト』 - モリアーティ教授がアザトースと結び付けられている。

## 3:大いなる帰還
『大いなる帰還』（おおいなるきかん、原題：英: The Sister City）。1969年発表。
アーカムハウスの単行本『クトゥルフ神話作品集』に収録された。
東雅夫は「取り替え子<チェンジリング>の伝説を蜥蜴神ボクラグに結び付けた着想が面白い。神話世界の中で無邪気に遊んでみせる書きぶりは、新世代神話作家の出現を印象づけるものであった」と解説する。
タイトルは意訳邦題である。内容はHPLの『サルナスの滅亡』を継承している。サルナスを含むムナールの地はドリームランドにあるという設定が主流だが、ラムレイは目覚めの世界に設定した。インスマス系とは異なる身体変異が描かれる。
第一稿ではもっと長かったが、単行本化に際してダーレスが短くするよう要求したという裏事情がある。ラムレイが了承して出来上がったのが本作であるが、後にラムレイは本作を原型にした長編『荒野の底に』（Beneath the Moors）へと発展させる。長編版は日本では未訳である。

### 3あらすじ
15歳のロバート・クルークは、ロンドン空襲で家と両親を失い、怪我で2年間の入院生活を余儀なくされる。ロバートは入院中に読書で神話や伝説に魅了され、退院後は数年かけて古代遺跡の探究のために世界各地を遍歴する。ロバートは旅を続けるうちに成人し、指に水かきができるなど、身体が変異していく。
ロバートはアラビアの無名都市伝説やムナールの地を訪れる。ムナールには、古代都市イブの廃墟と、サルナスが沈んだと伝説される湖があった。ロバートはイブの遺跡にて、理由のわからない懐かしさを覚え、己の故郷を探したいと考える。そして廃墟のモノリスに記されていた文字や、カイロの学者から、イブの姉妹都市キンメリアが、故国イギリスの北東部地域の古名であることを知る。
帰郷したロバートは、弁護士から父の遺言状を受け取る。イブのモノリスと同じ古代文字で書かれた手紙を、ロバートはすらすらと読むことができた。そこには、両親はイギリス人どころか人間でもなく、死を装って故郷に帰還したことが記されていた。ロバートは、母から呼ばれていた「ボオ」という名前から、己をイブの水蜥蜴神ボクラグの末裔であると悟り、全てを理解して真の故郷ル＝イブへの帰還に歓喜する。
1952年、ロバートは、石炭採掘委員会の地底爆破計画に「我らの種族を脅かすものである」という抗議文を送った後、立入禁止区域で目撃されたのを最後に消息を絶つ。警察はロバートを精神異常の自殺志願者とみなして捜査を打ち切り、新たに見つかった捨て子の身元と両親の捜索に仕事を切り替える。

### 3登場人物
- ロバート・クルーク - 主人公。母からはボオの名で呼ばれていた。全身無毛で、尾骶骨が長く、手足の指の間に水かき状のものがある。潜水に異常に長けた特技を持つ。さらに身体は変異していく。
- ハーヴェイ弁護士 - 帰宅したロバートに、父の遺言状を渡す。
- エイマリー・ウェンディ＝スミス卿 - グ・ハーンの廃都を探しにアフリカへ出かけた。言及のみ。
- クルークの両親 - 人間として生きていたが、非人間種族であった。偽装死のために家を爆破して姿を消すが、タイミングを間違えたために息子を殺しかけてしまう。

### 3用語
「緑の人形」
ロバートがサルナスの湖の底で拾ったもの。同じものがイギリス北東部からも見つかる。
イブ
ムナール地方の都市。非人間種族が住んでいたが、人間達に一方的に嫌悪感を抱かれ、滅ぼされる。ドリームランドという設定で、HPLの『サルナスの滅亡』に登場する。
ル＝イブ
イブの姉妹都市。イギリス北部、かつてキンメリアと呼ばれていた荒野の地底にある。ラムレイ設定では、イブと共に目覚めの世界に位置する。
史実のキンメリアとは名前が同じだけの別物。キンメリアは、ロバート・E・ハワードの英雄コナンの出身地である。
ボクラグ
『サルナスの滅亡』に登場する、イブの都で非人間種族に信仰された水蜥蜴神。
イブを滅ぼしたサルナスの人間達に報復する。彼らをイブ種族と同じ姿に変え、都市を湖に水没させる。
スーム＝ハー
かつてイブの都に棲み、20世紀時点でもル＝イブに棲む非人間種族。本作中では単に「一族」と呼ばれるのみで、長編『荒野の底に』にて種族名が命名された。
水蜥蜴・両生類の特徴をもつ知的種族。成人前、第一変異期、第二変異期、第三変異期で容姿が異なる。
ル＝イブの気候は子供には適さず、大人の容姿は人間社会には受け入れられない。ル＝イブで産まれた子供は、イギリスに連れて来られて、置き去りにされる。故郷へ帰る方法を見つけられずに終わる子供達が多く、幸いなごく一部が故郷に帰還する。これは淘汰の作用であり、心身ともに優れた者が帰還する仕組みとなっている。
第二変異期ならば外界の条件に適応ができ、イギリスを訪れて子供を見つけて帰る者もいる。ロバートの両親は第二変異期に、赤子のロバートを連れてイギリスにやって来て、子を愛するゆえに掟を破り、共にイギリスで暮らしていた。第三の外見変異が訪れたことで、もはやイギリスにいられなくなり、死んだと見せかけて故郷に帰った。
己を人間と信じている子供は、身体変異に心が耐え切れず発狂する者もいる。別種の深きものどもに仲間入りして、ダゴンとクトゥルフに仕える者もいるらしい。

### 3収録
- 真ク3&新ク5、片岡しのぶ訳

### 3関連作品
- サルナスの滅亡
- 幻夢の狂月 Mad Moon of Dreams - ラムレイの作品。ドリームランドを舞台に、蜥蜴神ムノムクアが登場する。ムノムクアはボクルグの上位神。
- ウルトラマンガイア第5話「もう一人の巨人」 - ボクルグをモデルにしたウルトラ怪獣「大海魔ボクラグ」が登場する。ウルトラマンアグル（海の青トラマン）と、生まれ故郷を題材にしたエピソード。

## 4:盗まれた眼
『盗まれた眼』（ぬすまれため、原題：英: Rising with Surtsey）。1971年発表。アーカムハウスの単行本『ダーク・シングス』に収録された。
東雅夫は「新世代の旗手ラムレイは、インスマス系の物語とは一線を画した、オリジナルの海洋神話群を生み出している」と解説している。
作中時1962-1963年。弟を殺した男の陳述書という体裁をとっている。『永劫の探究』が書籍として出版されていたり、1963年に海底から出現したスルツェイ島誕生の出来事と結びつけるなど、虚実が入り混じる。原題は『Rising with Surtsey』であり、邦題は意訳である。
クトゥルフにまつわる海洋神話作品であり、国書翻訳のためにク・リトル・リトルと表記されている。旧支配者オトゥームについての言及があるが、直接登場するのはオトゥームの手下であり、オトゥーム本体は登場せず、後のラムレイ作品での再登場もない。

### 4あらすじ
フィリップとジュリアンのホートリー兄弟は、作家として生計を立てていた。1962年、弟のジュリアンはオカルトにのめりこみ、海底の悪夢を見たり、兄には理解できない妄言をつぶやくといった神経衰弱に陥る。精神科医スチュアート博士は、ジュリアンの珍しい症例に注目し、治療費無償で身を預かる。フィリップはジュリアンの狂気を解明すべく、弟が読んでいたオカルト本を研究するが手がかりは得られない。
翌1963年7月、ジュリアンは突然正気を取り戻すが、光を恐れ常に黒眼鏡を着用するようになっていた。博士は長い入院生活で世間から切り離されたことによる委縮だろうと説明する。退院して帰宅したジュリアンは、オカルト本を全て焼き捨てる。だが性格が変わり、引っ込み思案だったのに我が強くなっていることに、フィリップは怪訝さを覚える。ジュリアンは個室に鍵をかけ、小説の構想と称して科学書を読み漁り、さらに4日ほど大英博物館に行ってくると言い、外出する。フィリップは、ジュリアンの日記ノートを調べ、ク・リトル・リトルの名前や、「グ・ハーン断章」にあるような未知の象形文字を見つける。フィリップは古代文字の専門家であるウォームズリー教授を訪問してノートの解読を依頼し、3日以内にノートと解読文を返送してもらう希望をとりつける。
フィリップが返送を待っていたところに、ジュリアンが帰宅し、日記について尋ねられる。続いて教授から日記と解読文が届き、フィリップは文章の内容を理解できないながらも弟の精神異常を確信し、弟を止めるべく地下室に入ったところ、火かき棒で殴られて気を失う。
地下室で目を覚ましたフィリップの前に、黒眼鏡を外したジュリアンが現れる。彼の両眼球は大きく膨れ上がり眼窩から飛び出ており、黒眼鏡をはずせなかった理由として「深海生物の眼なので、海上の世界には不便だから」と説明し、今の自分はジュリアンではなく、海底の魔道師ペシュ＝トレンであると明かす。ジュリアンは海の怪物を召喚するが、怪物の両眼には水圧で潰れた人間の眼球があり、「兄さん、目が見えない」とジュリアンの口調で喋り出す。魔道師は元の肉体に戻るべく接触を図り、フィリップは火かき棒を構えて妨害を試み、怪物も触手を振り回して抵抗する。魔道師は怪物の粘液に足をすべらせて体勢を崩し、フィリップの持つ火かき棒に両目が突き刺さる。魔道師は死に、大人しくなった怪物がジュリアンの声で「やつらは僕を生かしておかないだろう」と言う。フィリップは気を失い、目を覚ましたときには怪物は消えており、粘液とジュリアンの死体が残されていた。
フィリップは逮捕され、警察病棟送りとなる。彼は陳述にて、弟の肉体を殺したが魂は殺していないと主張するも、警察は受け入れない。スチュアート博士は、弟よりも兄の方が狂っていると診断し、弟についても精神病回復後に眼病となったのだろう、黒眼鏡を離さなかったことが原因だと推測する。警察医は弟の遺体を検視し、未知の眼病にかかっていた事実を確認する。フィリップは新聞で、海底火山の活動で新たな島スルツェイ島が誕生したことと、海湾が出所不明の有機油脂で汚染されたことを知る。深海の眷属によりジュリアンが殺され放棄された事実を察したフィリップは、弟を救えなかったことに絶望し、病室の窓から投身自殺する。

### 4主な登場人物
地上
- フィリップ・ホートリー - 語り手。兄[注 2]。作家。35歳。
- ジュリアン・ホートリー - 弟[注 2]。感受性の強い性格。精神を病んだ後に突然回復し、黒眼鏡を手放さなくなる。実は海底の魔道師につけこまれていた。
- スチュアート博士 - ロンドンの高名な精神科医。特異な患者であるジュリアンを預かる。
- エイマリー・ウェンディ＝スミス卿 - 禁断の文献「グハーン断章」関連で言及がある。本人は未登場。
- ゴードン・ウォームズリー教授 - ワービー博物館の館長。古代文字の権威。フィリップに依頼されてジュリアンのノートを解読する。『狂気の地底回廊』の主人公の一人。

深海
- 魔道師ペシュ＝トレン - 旧支配者オトゥームの配下、北の深淵ゲル＝ホーの魔道師。非人間種族であり、触手と複数の口を備え黒光りする粘性の生物。深海生物ゆえに、地上は光が多すぎて眼が適さない。
- オトゥーム - 「ク・リトル・リトルの騎士」と称される、深海の存在。文献「水神クタアト」に記述がある。海底の島を浮上させる任務を帯び、その一環で地上にペシュ＝トレンを送り込む。
- シャド＝メル - 地底種族クトーニアンの長。ライバルに当たるオトゥーム陣営に、テレパシー能力を提供する。本作では少し言及されるのみ。
- ク・リトル・リトル - 魔物達の首魁。オトゥームに苛立っているらしい。本作では少し言及されるのみ。

### 4収録
- 真ク6-1&新ク5、国書刊行会、那智史郎訳

### 4関連作品
- 永劫の探究 - オーガスト・ダーレスの5連作クトゥルフ神話。蒸発した作者たち5人の小説として、作中で扱われている。最終的にはクトゥルフに核攻撃が加えられる。
- インスマスを覆う影 - ラヴクラフトのクトゥルフ神話。ペシュ＝トレンはインスマス沖の仲間とテレパシーで連絡を取っていた。1928年時点でアメリカ軍がインスマスを潰しており、さらに軍事力（特に核技術）が進歩しているため、邪神側にとっても脅威となる。

## 5:ダゴンの鐘
『ダゴンの鐘』（ダゴンのかね、原題：英: Dagon's Bell）。『ウィアードブック』1988年の第23号に掲載された。
HPLの『インスマウスの影』の後日談。ラムレイ作品の範囲内では他作品の知識を必要とせずに独立性が高い一編となっている。
東雅夫は「ラムレイのホームグラウンドというべきハーデン一帯を舞台に、熱のこもった筆致で物語られる英国版＜インスマス物語＞。作者の成長ぶりを窺わせる力作だ」と解説している。

### 5あらすじ
英国ダーラムの炭鉱地帯ホーデンの、ケトゥルトープの地には、築数百年はあろう古い屋敷が建っていた。250年前の家族は魚じみた容貌をしていたといい、150年前にはアメリカのウェイト家が渡って来る。周辺では巨大な霧状の半人半魚の姿が目撃され、また奇怪な鐘の音が、幽霊話として伝わる。1930年ごろにはカーペンターという男が移住してくる。
同地で子供時代の友人同士だったビルとデイヴィッドは、青年時代に疎遠となるが、成人後に再会して交流を再開する。1953年9月、海岸に大量の海藻ケルプが流れ着き、石炭の採掘ができなくなる。また同時期、ケトゥルトープ農場に住んでいたカーペンター老人が失踪する。
1954年の夏、デイヴィッドが結婚し、妻の提案でケトゥルトープ農場に引っ越す。デイヴィッドは農場に伝わる幽霊譚や考古物について興味を持ち、調べる。だが土地の悪影響か、夫妻は憔悴していき、また鐘の音を聞いた等と証言し、ビルは不安になる。デイヴィッドは、カーペンターの文書を調べ、彼が深きものどもに恨みを抱き、彼らを殺すためにケトゥルトープにやって来たということを知る。農場の地下にはダゴンの神殿があり、鐘が鳴る季節が来るとカーペンターは地下に降りて深きものどもを虐殺していたのである。ジェーンの衰弱は、血が理由であった。
デイヴィッドが状況をビルに説明したころ、霧のダゴンが顕現し、鐘の音が響く。デイヴィッドはけりをつけてやると決意し、ショットガンとダイナマイトで武装して地下に降り、ビルも同行する。地下には、失踪したカーペンター老と犬の遺体と、人間もどきの死体と、薬莢が転がっていた。地底湖にはダゴンの神殿が築かれ、悪臭放つ海藻に満ち、鐘がぶら下がっている。2人はダイナマイトを設置するが、深きものどもの群れが現れ、2人は銃で応戦しつつ退却する。ビルは脱出に成功するが、デイヴィッドは犠牲となる。ダイナマイトで神殿は破壊され、霧状の顕現も霧散する。
入院したジェーンは、肉体が変異して精神は幼児退行したまま、子供を早産して共に死ぬ。以来、海岸に漂着するケルプの量は減る。ビルは内陸部に引っ越して、二度とホーデンに近づこうとは思わなかった。

### 5登場人物
- ウィリアム・トラフォード（ビル） - 子供のころに一家でヨークシャーから越してきた。新聞雑誌販売店を経営する。
- デイヴィッド・パーカー - 鉱夫の息子。知的好奇心旺盛な性格。ロンドンの大学で学び帰郷した。
- ジェーン・アンダースン - 弁護士の娘で、デイヴィッドの新妻。農場の毒気にあてられて衰弱する。先祖にインスマスの人物がおり、血の作用でケトゥルトープの地に引き寄せられた。
- ジェイスン・カーペンター老 - 農場に住んでいたが失踪する。犬を飼っていた。インスマス出身で、深きものどもによって娘を失い、復讐を決意している。
- 老婆 - デイヴィッドの結婚式に鳴る鐘を聴いて、「ケトゥルトープに鐘は鳴るかな」などとつぶやく。
- ダゴン - 半人半魚の神。ケトゥルトープの地下神殿に祀られ、霧状に顕現する。

### 5収録
- 学研M文庫『インスマス年代記（英語版） 下』大瀧啓裕訳

### 5関連作品
- インスマウスの影 - HPL作品。作中時1927年で、前日譚にあたる。
- タイタス・クロウ・サーガ - ラムレイの長編版。相互参照しなくても内容は理解できるが、こちらにもダゴンが登場する。父なるダゴンと母なるヒュドラは、クトゥルフの娘「クティーラ」を護衛している。

## 6:大いなる“C”
『大いなる“C”』（おおいなるC、原題：英: Big ”C”）。短編ホラーSF小説。
1990年のアンソロジー『ラヴクラフトの遺産』のために書き下ろされた。寄生エイリアンによる侵略SFホラーである。ソ連が残っていたり、核ミサイルの鉄道発射システムが運用されていたりと、執筆当時の戦争観が反映されている。
東雅夫は「バカSFホラー」「"癌"（キャンサー）と"クトゥルー"のダブル・ミーニングとも解釈しうる」と表現した。

### 6あらすじ

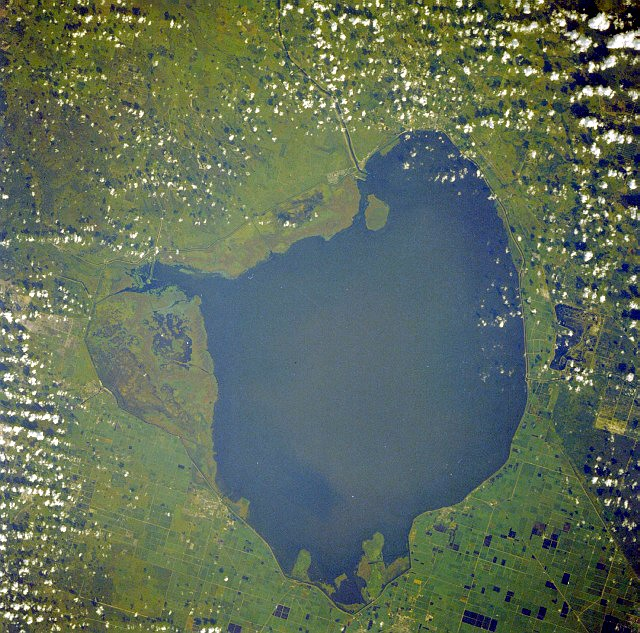
オキーチョビー湖の周辺エリアはCによって占拠される

人類の宇宙進出は、月に基地を作り、火星に有人到達するまでになっていた。2013年に新たに小天体<第二の月>が発見され、しかも人々の狂気を誘発するらしい統計データが採取される。2015年には米英ソが合同で調査員を派遣するも、彼らは地球帰還後に発狂する。
各国は2016年に再び調査隊を送り込み、今度は第二の月に直接降り立って成分を持ち帰って来る。作業にあたったスマイラーという男は、27歳のイギリス人で、全身に癌（Cancer）を抱えており死をまぬがれない病身であった。しかし帰還時に体を調べたところ、癌が全く無くなっており、皆は困惑する。本人を含めた誰もが、スマイラーは死ぬと予測していたし、英雄を安楽死させる準備もとられていたが、死ななかった。
死ぬはずのスマイラーを生かしている謎の器官は「大いなる"C"」と仮名され、医師たちはスマイラーの体内の癌が大いなる"C"に変わったと結論付ける。スマイラーを宿主としているCは、独自の意思と知性を持っていた。スマイラーは、変異した癌がスマイラーの肉体を捨てて外に飛び出そうとしていると言う。医師たちは、Cがスマイラーの体内から離脱したタイミングで滅ぼそうと計画するが、察知したCは軍のMIRVを奪い取り、世界を脅迫する。スマイラーを中心に、不定形のCは触手を伸ばして支配域を広げ、ついにはフロリダの特定エリアを占拠し、さらに領土を要求する。
核戦争を怖れる世間からはCの要求を受け入れろという声が挙がり、ソ連はたとえCの手によるものでもアメリカからソ連に核ミサイルが発射されたら撃ち返すと主張する。スマイラーは、Cの言葉を代弁して、刺激しないようにと人類を説得する。かくして事態はゆきづまる。政府は何度かCを殺そうと工作するも全て失敗し、Cは報復として核をハワイに落とす。
スマイラーの友人であるNASAの職員・ピーターは、領土交渉のために何度かスマイラーの元を訪れる。そのうちに、ピーターもまた癌に冒され、最後の任務に志願する。ピーターは、捨て身作戦を実行すべく核爆弾を積んだ自動車を走らせ、奇怪な生きたトンネルを通ってスマイラーの元に行く。だがCは先手を打って、爆弾の性質を変えて無効化してしまう。それどころか、スマイラーの人格は既に消滅してCが成り代わっていた上、スマイラーの身体はCの脳どころかダミーか末端程度の部位に成り下がっていた。Cはピーターの癌もCによるものであると説明し、人類に勝利宣言をする。

### 6登場人物
- ピーター - 語り手。NASAの職員。スマイラーの友人。
- ベンジャミン・<スマイラー>・ウイリアムズ - イギリス人宇宙飛行士。癌に冒されている。Cの宿主。
- 大いなる“C” - 第二の月に含まれていた物質の作用で、スマイラーの体内の癌が変質して意思を持った存在。フロリダオキーチョビー湖の周辺エリアを、アメーバ状の肉体で占拠する。MIRV6基を核ジャックし、世界中を射程に収めて人類を威嚇する。

### 6収録
- 『ラヴクラフトの遺産』創元推理文庫、夏来健次訳

### 6関連項目
- ピースキーパー (ミサイル) - アメリカの核ミサイル。鉄道移動式の運用が検討されたが、ソ連が崩壊して冷戦が終結したために実現しなかった。
- RT-23 (ミサイル)- 別名SS-24。旧ソ連の核ミサイル。鉄道移動式とされた。

## 7:けがれ
『けがれ』（原題：英: The Taint）。2005年発表。
2005年にアンソロジー『Weird Shadow Over Innsmouth』に収録され、後にラムレイ自身の作品集『The Taint and Other Novellas』に再録されている。
西暦2000年頃、執筆時の現代を舞台とする。HPLの『インスマスを覆う影』の後日談。オカルトアクションを得意とするラムレイにあっては異色な、静かなホラー。

### 7あらすじ
マサチューセッツ州からイギリスの漁村にやって来たジョージ・ホワイトは、娘アンの他に、私生児ジェフをもうけていた。ジョージは身体が変異する謎の病を患い、ジェフにも遺伝していた。漁師をしているフォスター家に引き取られたジェフは村で遠巻きに見られがちだったが、アンとは仲が良かった。やがてジョージは自殺する。
アメリカから引っ越してきたジェイミソン医師は、近所のトレメイン家とホワイト家と交流し、ジョージのことを知る。ジェイミソンは、ジリー・ホワイトと娘のアンを気にかけ、ジリーを診察するようになる。
ある日、ジェイミソンはジェフを診察することになり、ひどい皮膚病であることが判明する。ジェフは魚シラミに寄生されており、永らく海に入らず皮膚が乾燥したことで、寄生虫が皮膚の奥に食い込んでいた。フォスターは魚シラミのことは知っていたが、人間の肉に寄生していたことに驚く。ジェイミソン医師は、ジェフを海に入れてやるように助言する。
ある夜、酒場でトレメインが口をすべらせてジェフの悪口を言ってしまい、アンを怒らせる。これをきっかけとして、トレメイン家・ホワイト家・ジェイミソンの友情に亀裂が入る。ジリーは夫の故郷であるインスマスについて知りたいと言い、ジェイミソンはかつて働いていたことがあるインスマスについて説明する。インスマスについては迷信が多いが、けがれた血が存在するのは事実であった。ジリーは、ジョージとジェフに連なる血のけがれがアンにも影響あるだろうかと不安に駆られる。やがて、海に呼ばれていると感じるようになったジェフは、海への恐怖心から近寄らなくなり、衰弱する。またジリーは悪夢に苦しめられ、健康が悪化していく。アンは父の秘密について、母親以上のことを理解していた。ジェフは海に出て行き、数日後に溺死体で発見される。
ジェイミソンはアンに、彼女の血筋について解説する。ジョージの本名はジョージ・ウェイトであり、ジェイミソンはアンの5代前の先祖であること。彼の一族は深きものどもが地上侵略するための先兵だがジョージは裏切って逃げたこと。ジェイミソンはジョージの子供を調べに来たこと。ジェフは素質が足りず失敗したがジェイミソンとアンは外見に変異が起きず人にまぎれこめる成功例であること。ジェイミソンは、アンを巧妙に口車に乗せて引き込む。実はジリーの病気は、ジェイミソンが毒を盛っていたためだが、そのことは口にせず、邪魔な母親を始末してアンを連れて行くことに成功する。

### 7主な登場人物・用語
- ジェームズ・ジェイミソン医師 - 老年の元医者。アメリカのニューイングランドから引っ越してきた。かつて、数ヶ月だけインスマスで働いていたことがある。主人公のように描かれていたが、最初から悪人であり、ダゴン秘密教団の科学者。
- ジョン・トレメイン - セントオーステル（英語版）にある工科大学の学長。趣味は流木から彫刻像を造ること。15年ほど前に村に引っ越してきた。ジェフを嫌っている。
- ドリーン・トレメイン - ジョンの妻。
- ジリー・ホワイト - アンの母。精神的に不安定。
- アン・ホワイト - ジリーの娘。15歳。本好きで内向的。頭脳明晰だが、学校生活にはなじめない。ジェフと親しい。
- ジョージ・ホワイト - 一年半前に自殺した、アンの夫。アメリカ人で、マサチューセッツ州の海辺の町の生まれ。金の装身具を相続し、売って生活費としていた。性病と思われる病を患い、顔が変貌していた。
- ジェフ - 村の若者。ジョージ・ホワイトが売春婦との間に作った私生児で、アンの異母兄。ジョージの病が遺伝し、顔が変異している。漁師のフォスターに引き取られ、村人たちから白眼視されたり同情を向けられつつ、本人は自己主張せず静かに暮らしている。水泳の達人。
- トム・フォスター - 漁師。ジェフの親代わりの人物。

### 7収録
- 扶桑社ミステリー『クトゥルフ神話への招待 古きものたちの墓』立花圭一訳「けがれ」2013年

### 7関連作品
- インスマスを覆う影